# Minhe (sockenhuvudort i Kina, Heilongjiang Sheng, lat 45,91, long 127,56)
Minhe (kinesiska: 民和, 民和乡) är en sockenhuvudort i Kina. Den ligger i provinsen Heilongjiang, i den nordöstra delen av landet, omkring 74 kilometer öster om provinshuvudstaden Harbin. Antalet invånare är 20 836. Befolkningen består av 10 124 kvinnor och 10 712 män. Barn under 15 år utgör 14,0 %, vuxna 15-64 år 78 %, och äldre över 65 år 7,0 %.
Runt Minhe är det ganska tätbefolkat, med 144 invånare per kvadratkilometer. Närmaste större samhälle är Binzhou, 18,1 km söder om Minhe. Trakten runt Minhe består till största delen av jordbruksmark.
Genomsnittlig årsnederbörd är 853 millimeter. Den regnigaste månaden är juli, med i genomsnitt 166 mm nederbörd, och den torraste är januari, med 10 mm nederbörd.